# Allodiaptomus intermedius
Allodiaptomus intermedius is een eenoogkreeftjessoort uit de familie van de Diaptomidae. De wetenschappelijke naam van de soort is voor het eerst geldig gepubliceerd in 1987 door Reddy.